# Štapni element
Štapni element ili štap je vrsta konstrukcijskog elementa gledano s geometrijskog stajališta. Karakterizira ga jedna dimenzija, duljina koja mu je istaknuta u odnosu na druge dvije, visinu (ili debljinu) i širinu, zbog čega gledan s neke veće udaljenosti izgleda kao crta. Proračunska shema konstrukcije (tradicijski kraće : "konstrukcija") dobiva se uzimanjem dijela krivulje ili pravca. Štapne konstrukcije su konstrukcije sastavljene od štapnih elemenata.
Os štapa zamjenjuje štapni element u proračunskim shemama. Ta je os krivulja koja spaja tezišta poprečnih presjeka štapa. Poprečni presjek štapa jest geometrijski lik koji nastaje zamišljenim presijecanjem štapa ravninom okomitom na njegovu os. Dvije definicije predstavljaju zatvoreni krug, tautologiju. Potrebno je poznavati poprečne presjeke za pronaći os, a oni leže u ravninama okomitima na os, zbog čega moramo poznavati os za postaviti te ravnine. Zbog toga se samo u rijetkim slučajevima može neposredno odrediti os štapa zadana oblika.
Podjela štapa prema obliku osi štapa daje:
- os ravnog štapa: to je odsječak pravca. Nema li promjene poprečnih presjeka duž osi, zove se prizmatični ili cilindrični štap. Prizmatičnim ponekad nazivamo i štapove poligonalnih poprečnih presjeka. Cilindričnima katakad nazivamo štapove s presjecima omeđenima krivuljama.[2] Greda (rjeđe "okvirni element") vrsta je ravna štapa koji preuzima sva opterećenja: usredotočene i razdijeljene sile djelujuće u bilo kojem smjeru u odnosu na os, kao i koncentrirane i distribuirane momente. U nekom presjeku sila unutarnjih plošnih sila koja rezultira može stoga biti na bilo kojemu pravcu, a postojat će i rezultirajući moment.[3] Zglobni štap vrsta je ravna štapa koji samo uzduž svoje osi prenosi sile, a rezultirajuće sile unutarnjih

plošnih sila u poprečnim presjecima djeluju na osi, a rezultirajući momenti nestaju.
- os zakrivljenoga štapa: to može biti odsječak ravninske ili odsječak prostorne krivulje.[2]